# Homo viator
L'homo viator («home viatger» o «pelegrí», en llatí) és un antic tòpic literari de la literatura pagana i cristiana, que incloïa la vida des del naixement fins a la mort com un perillós i accidentat viatge d'aprenentatge que acabava en la maduresa (novel·la d'aprenentatge o bildungsroman), en l'autoconeixement o en la saviesa, o, en el cas cristià, el perdó i la Glòria ultraterrenal, i més rarament, com en William Shakespeare, en el no-res.

## Exemples
L'Odissea d'Homer és ja un viatge iniciàtic, com ho són en general moltes epopeies antigues, ja que els seus temes són sempre guerres o viatges perillosos. Aquest viatge pot ser de diversos tipus:
- Un «viatge determinat» per un concepte dirigit o determinista de la vida: el camí ja existeix prefixat i no depèn de l'homo viator, qui es limita a recórrer un camí ja construït per Déu o un demiürg. És el cas de La Divina Comèdia de Dante Alighieri, o de El senyor dels anells de J. R. R. Tolkien.

- Un «viatge indeterminat», que esborra les seves pròpies petjades, en què la llibertat existeix plena d'opcions i en què el camí s'identifica amb la pròpia consciència, com a Antonio Machado: Caminante, son tus huellas / el camino y nada más; / caminante, no hay camino, / se hace camino al andar,[2] o amb la pròpia experiència, com a «Ítaca» de Constantino Cavafis o a «Peregrino» de Luis Cernuda.

A l'edat mitjana són freqüents els camins identificats com peregrinacions ascètiques de purificació, sobretot quan el món cristià es mobilitza al segle XII amb les croades i les ordes militars: l'excel·lència no és arribar a Jerusalem, sinó arribar a un mateix, a la paciència i la humilitat necessàries per assolir l'altra vida.
Segons la Vida coetània (1311), Ramon Llull es va estar a Roma des del mes d'abril de 1287 fins a ben entrat l'any 1288. Aleshores, es va dirigir cap a París, on hauria d'haver arribat durant el darrer trimestre de 1288, i s'hi va estar fins a finals de 1289. Durant aquest temps a París va començar a escriure el Llibre de meravelles, la segona i darrera novel·la de Llull, que hauria enllestit segurament abans d'arribar a Montpeller l'any 1290.
En aquest viatge està present la consciència de fugacitat del temps (tempus fugit) i la feblesa de l'home com a pecador (miseria hominis), tòpics amb els que sol caminar. En els més instruïts, fins i tot es divideix la via terrenal de l'home en etapes de del naixement a la mort. Shakespeare n'imagina set, l'última de decadència:
| «                                                    | El món és un gran teatre, / i els homes i dones són actors. / Tots fan les seves entrades i els seus mutis / i diversos papers en la seva vida. / Els actes, set edats. Primer, la criatura, / singlotant i vomitant en braços de la seva mare. / Després, el noi queixós que, a desgana, / amb cartera i radiant cara matinal, / com cargol s'arrossega cap a l'escola. / Després, l'amant, sospirant com un forn / i component balades sentides / a la cella de la seva estimada. I el soldat, / amb bigotis de felí i esbalaïdors juraments, / gelós de la seva honra, vehement i lluitador, / buscant la bombolla de la fama / fins a la boca del canó. I el jutge, / que, amb la seva ventruda panxa plena de capons, / ulls greus i barba retallada, / savis aforismes i cites conegudes, / fa el seu paper. La sisena edat ens porta / al vell amagrit en sabatilles, / lents a les nàpies i bossa al costat; / amb calçons juvenils ben guardats, amplíssims / per tan ossudes xanques; i la seva gran veu / viril, que torna a sonar acriaturada, / li xiula al parlar. L'escena final / de tan singular i variada història / és la segona infantesa i l'oblit total, / sense dents, sense ulls, sense gust, sense res. | » |
| — W. Shakespeare, Al vostre gust, acte II, escena 8a | |   |

És també conegut l'exemple de Jorge Manrique:
| «                                                  | Este mundo es el camino / para el otro, que es morada / sin pesar; / mas cumple tener buen tino / para andar esta jornada / sin errar. / Partimos cuando nacemos, / andamos mientras vivimos / y llegamos / al tiempo que fenecemos; / así que cuando morimos / descansamos. | » |
| — J. Manrique, Coplas por la muerte de su padre, V | |   |